# Viveka
Viveka (en sánscrito:  विवेक) es un concepto de la filosofía india que significa "discriminación" o "discernimiento", y es la base del nombre monástico del primer líder espiritual hinduista que llegó a Occidente Swami Vivekananda y del título del libro del siglo XVIII Vivekachudamani.